# Sandra Beckerman
Sandra Mariët Beckerman (Veenendaal, 31 maart 1983) is een Nederlands politica. Sinds 2017 is zij lid van de Tweede Kamer der Staten-Generaal namens de Socialistische Partij (SP). Beckerman is een gepromoveerd archeoloog. Ze was eerder werkzaam aan de Rijksuniversiteit Groningen en was lid van de Provinciale Staten van de provincie Groningen van 2007 tot 2017.

## Loopbaan

### Opleiding en maatschappelijke loopbaan
Beckerman groeide op in Veenendaal waar zij haar atheneumdiploma behaalde aan het Rembrandt College. Vanaf 2001 tot 2007 studeerde zij archeologie aan de Rijksuniversiteit Groningen. In 2015 promoveerde ze bij professor Daan Raemaekers op een proefschrift over aardewerktechnologie op enkele nederzettingen van de enkelgrafcultuur in Noord-Holland. Ze was werkzaam als student-assistent en van 2014 tot 2017 als docent Archeologie aan de Rijksuniversiteit Groningen. Ook was ze werkzaam als specialist prehistorisch aardewerk bij twee organisaties.

### Politieke loopbaan
Vanaf 2006 was Beckerman bestuurslid van de SP-afdeling Groningen. Van 2008 tot 2012 was ze voorzitter van de afdeling. Bij de Provinciale Statenverkiezingen 2007 werd ze gekozen in de Staten van de provincie Groningen. In 2014 werd ze fractievoorzitter en bij de Provinciale Statenverkiezingen 2015 was ze lijsttrekker. Ze kreeg in Groningen onder andere te maken met de schade aan woningen, veroorzaakt door aardbevingen die zijn ontstaan door gaswinning in het gebied. Van 2015 tot 2017 was ze als onderzoeker en later teamleider verbonden aan het Wetenschappelijk Bureau van de SP.
Bij de Tweede Kamerverkiezingen 2017 stond ze op de zesde plaats van de kandidatenlijst van de SP. Ze werd gekozen en op 23 maart 2017 beëdigd als lid van de Tweede Kamer. In het parlement houdt Beckerman zich bezig met wonen, buurten en leefbaarheid, krimpregio's, energie en gevolgen gaswinning. In haar maidenspeech in april 2017 in een debat over de gaswinning in Groningen haalde ze verhalen van slachtoffers aan, en vroeg ze haar collega-Kamerleden of ze dit nog langer wilden laten gebeuren.
In 2017 kreeg Beckerman kritiek van de VVD en aansluitend Elsevier en De Telegraaf nadat ze in een debat had gemeld in een sociale huurwoning te wonen; een vorm van scheefwonen. Beckerman wees in een reactie op het feit dat ze een groot deel van haar salaris afdraagt aan de SP en op het standpunt van haar partij dat tekorten aan sociale huurwoningen niet door scheefwoners worden veroorzaakt, maar doordat er te weinig in de sociale sector gebouwd wordt.
Vanaf 2018 verdedigde ze namens de SP het initiatiefwetsvoorstel dat in 2019 leidde tot de Klimaatwet. 
In 2019 diende ze een motie van afkeuring in tegen minister Eric Wiebes naar aanleiding van zijn beleid ten aanzien van maatregelen tegen problemen die zijn ontstaan door gaswinning in de provincie Groningen. Door steun voor Wiebes van de coalitiepartijen werd deze motie verworpen. Zowel binnen als buiten het parlement pleit Beckerman voor een compensatieregeling voor gedupeerden van de aardbevingen in Groningen.
Vanaf 2021 stelde Beckerman in de Kamer het opkopen van vakantieparken door buitenlandse investeerders aan de orde. Moties van haar waarin om een onderzoek hiernaar werd gevraagd en waarin gepleit werd voor meer rechten voor bestaande huurders werden door het parlement in november 2021 aangenomen.
In juni 2023 stelde ze in het debat over de conclusies van de parlementaire enquête naar aardgaswinning Groningen, dat Rutte de Groningers 'belazerd en bedonderd' heeft, omdat de gaswinning opgeschroefd werd terwijl al duidelijk was welke problemen dat opleverde. 'Waarom stapt u niet op?', vroeg ze in haar betoog.
Bij de Tweede Kamerverkiezingen 2023 had Beckerman de tweede plek op de kandidatenlijst van de SP en werd ze herkozen in het parlement.

## Privéleven
Beckerman heeft een latrelatie met haar vriend, een voormalig Statenlid van de SP in Zuid-Holland, die in Leiden woont.

## Onderscheiding
Begin 2025 werd Beckerman in een verkiezing georganiseerd door RTV Noord gekozen tot Groninger van het jaar 2024.

## Verkiezingsuitslagen
| Verkiezingen                  | Plaats Beckerman | Zetels SP | Aantal stemmen |
| ----------------------------- | ---------------- | --------- | -------------- |
| Tweede Kamerverkiezingen 2017 | 6 (lijst SP)     | 14        | 15.575         |
| Tweede Kamerverkiezingen 2021 | 6 (lijst SP)     | 9         | 11.049         |
| Tweede Kamerverkiezingen 2023 | 2 (lijst SP)     | 5         | 15.988         |

## Publicatie
- Corded Ware Coastal Communities. Using ceramic analysis to reconstruct third millennium BC societies in the Netherlands (proefschrift), Rijksuniversiteit Groningen, 2015